# Nitrit d'amil
El nitrit d'amil, en anglès: Amyl nitrite (dins del grup del poppers), és el compost químic de fórmula C₅H11ONO. Se'n coneixen una gran varietat d'isòmer, però tots ells mostren un grup amil unit a un grup funcional nitrit. El grup alquil no és reactiu i totes les propietats químiques i biològiques d'aquest compost es deuen al grup nitrit. Com en altres nitrits d'alquil el nitrit d'amil és bioactiu en mamífers essent un vasodilatador, la qual cosa és la base de la seva prescripció mèdica. En inhalació també té efectes de droga psicoactiva, la qual cosa ha portat al seu ús recreatiu.

## Nomenclatura
El terme "nitrit d'amil" engloba diversos isòmers. Per exemple, una forma comuna de nitrit d'amil amb la fórmula (CH₃)₂CHCH₂CH₂ONO és més correcte dir-ne nitrit d'isoamil.
Malgrat que tingui un nom molt similar, el nitrat d'amil té una composició i unes propietats diferents.

## Síntesi i reaccions
El nitrits d'alquiles preparen per reacció d'alcohols amb àcid nitrós:
C₅H11OH + HONO → C₅H11ONO + H₂O
Aquesta és una reacció d'esterificació.
Els nitrits d'amil són també útils com reactius en una modificació de la reacció de Sandmeyer. La reacció d'una nitrit d'alquil amb una amina aromàtica en un solvent halogenat produeix un radical químic aromàtic,

## Efectes fisiològics
El nitrit d'amil com altres nitrits d'alquil, és un potent vasodilatador. Els nitrits d'alquil funcionen com una font d'òxid nítric el qual provoca la relaxació dels músculs involuntaris. Els efectes físics inclouen la baixada de la pressió de la sang, el mal de cap i l'increment de la taxa cardíaca. La sobredosi inclou nàusea, vòmits, hipotensió i hipoventilació.

## Usos
Es fa servir el nitrit d'amil en medicina per al tractament de malalties del cor com per exemple, l'angina de pit. Inhalat indueix un breu efecte d'eufòria, aquest efecte junt els seus efectes dissociatius han portat al seu ús com droga recreativa (poppers).
El nitrit d'amil de vegades s'usa com antídor de l'enverinament per cianur. Actua com un oxidant, per a induir la formació de metahemoglobina.